# Girma Wolde-Giorgis
Girma Wolde-Giorgis (amhàric: ግርማ ወልደ ጊዮርጊስ)  (Addis Abeba, 28 de desembre de 1924 - Addis Abeba, 15 de desembre de 2018) va ser un polític etíop, president d'Etiòpia del 2001 al 2013. Va ser militar i polític durant el règim del negus Haile Selassie, que va ser president del Parlament. Després de l'enderrocament de l'emperador, el 1974, va treballar en representació del govern provisional de Mengistu Haile Mariam a Eritrea. Quan aquest va ser enderrocat, es va convertir en un home de negocis fins a la seva elecció com a President en 2001, sent reelegit per un segon mandat en 2007 fins al 2013.